# Ināra Kolmane
Ināra Kolmane née Inara Milevskaya en 1961 à Riga  est une documentariste,  réalisatrice et productrice lettone. 

## Biographie
Ināra Kolmane est diplômée de la 64e école secondaire de Riga en 1979. En 1982, elle est diplômée de l' École technique et technique de Riga. En 1994, elle est diplômée de la faculté de télévision de l'Institut de théâtre, de musique et de cinéma de Saint-Pétersbourg. 
Elle est monteuse  et productrice au Riga Video Center. Elle produit plusieurs films entre 1988 et 1991. En 1991, elle fonde le studio de cinéma Nine avec plusieurs personnes du Riga Video Center. À partir de 1999, elle lance une série de portraits d'écrivains et d'écrivaines. En 2000, le film Latvian Legion est un portrait du harpiste Oscars Krasauskis-Krauze. World World  est un documentaire sur le groupe littéraire en exil Hell's Cave à New York. Elle produit plusieurs films réalisés par Laila Pakalnina.
Aux Lielais Kristaps 2018, son film Bille adapté de la trilogie de Vizma Belševica est reconnu comme meilleur long métrage.

## Réalisations
- Dziednīca Rīgas līcis, 1993
- Vērojums, 1993
- Latviešu leģions, 2000
- Pasaules Nepasaule, 2001
- Poco a poco... (Pamazām...) Latvijas laikmets, 2001
- Sarmītes, 2001
- Aiziet tumsā, 2003
- Vijaya, 2004
- Mans vīrs Andrejs Saharovs, 2006
- Akts, 2009
- Pretrunīgā vēsture, 2010
- Mona, 2012
- Ručs un Norie, 2015
- Bille, 2018
- Sekss un PSRS, 2018

## Prix et distinctions
- meilleur long métrage documentaire, pour Mans vīrs Andrejs Saharovs, Festival Grand Kristaps, 2007
- quatre prix, pour Ručs un Norie, festival Grand Kristaps, 2015
- Meilleur long métrage, pour le film Bille, Grand Kristaps,  2018 [4]